# Логар (провинция)
Лога́р   (пушту لوګر‎, дари لوگر — Lowgar) — одна из 34 провинций (вилаятов) Афганистана. Расположена в восточной части страны, к юго-востоку от Кабула, географический центр области реки Логар. Административный центр — город Пулиалам. Территория — 3880 км², население — 434 374 чел. (2020).

## Административное деление
Провинция Логар состоит из 7-и районов:
- Азра
- Баракибарак
- Чарх
- Харвар
- Хоши
- Мухаммедага
- Пулиалам